# Moto Guzzi Griso
Die Moto Guzzi Griso ist ein Motorrad des italienischen Motorradherstellers Moto Guzzi, das von 2005 bis 2016 in Mandello del Lario produziert wurde. Benannt ist das Naked Bike nach einer Figur aus Alessandro Manzonis Roman I Promessi Sposi.

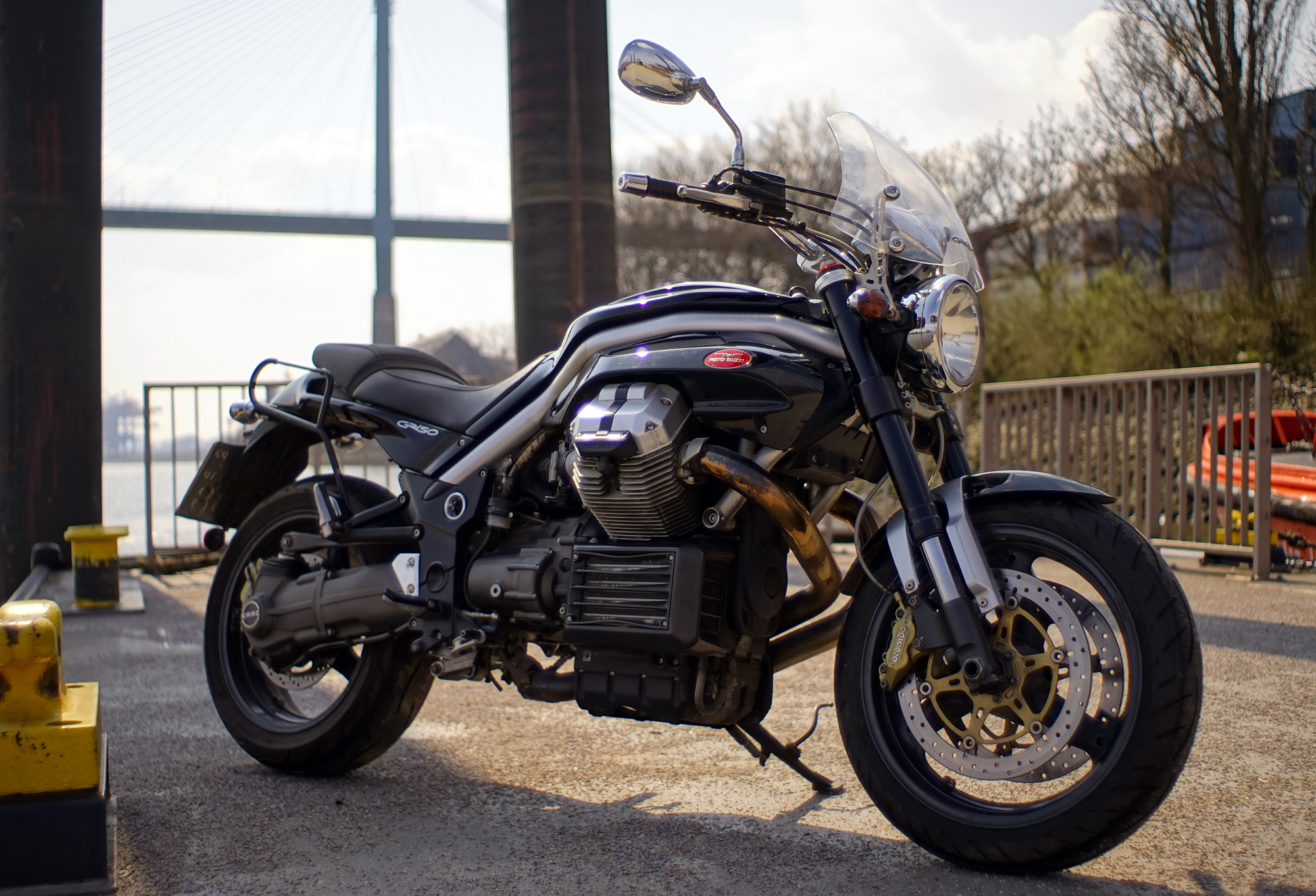
Griso 1100 mit seitlichem Ölkühler. Windschild und Kofferträger sind nicht original

## Modellentwicklung

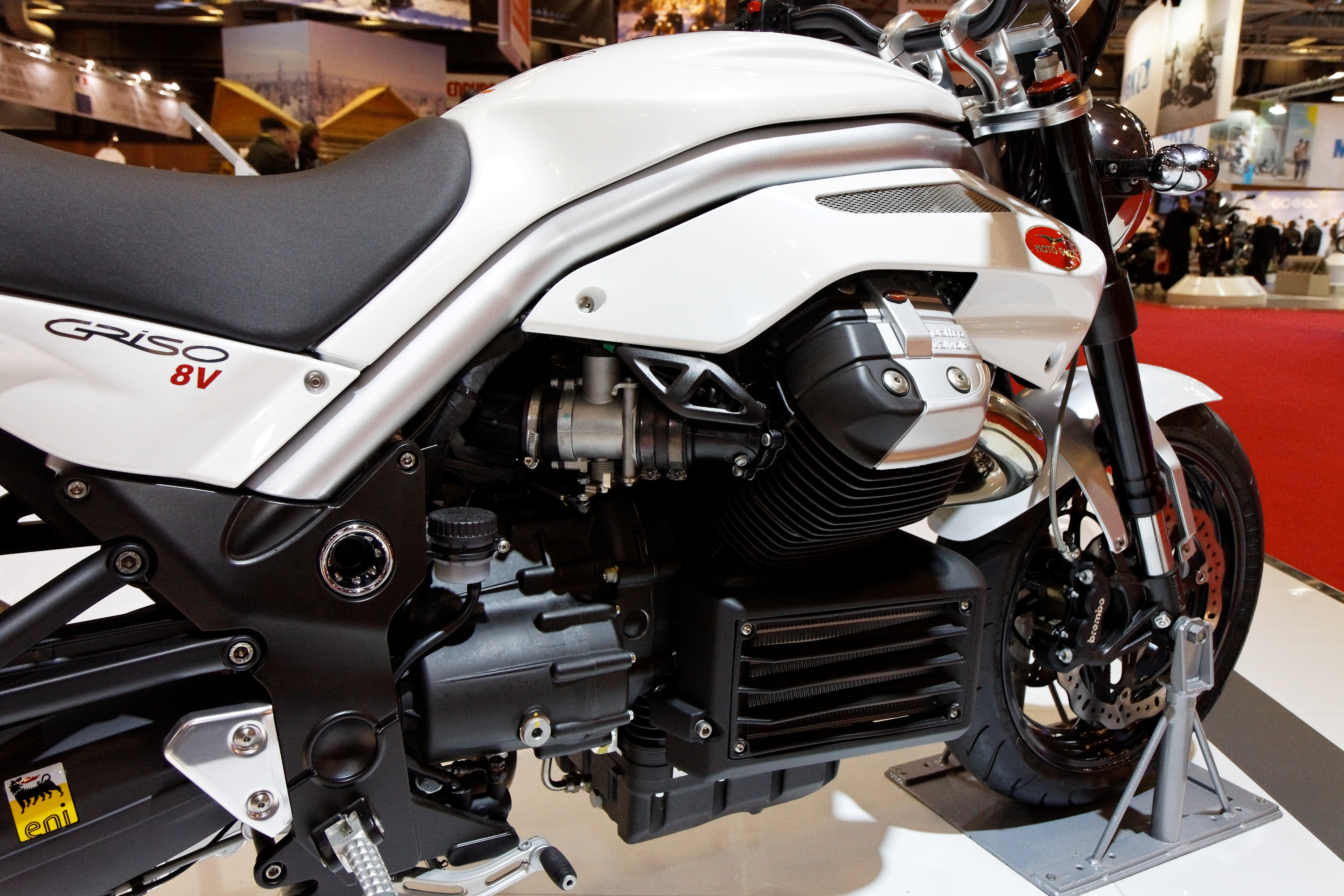
Griso 8V (2007–2016)

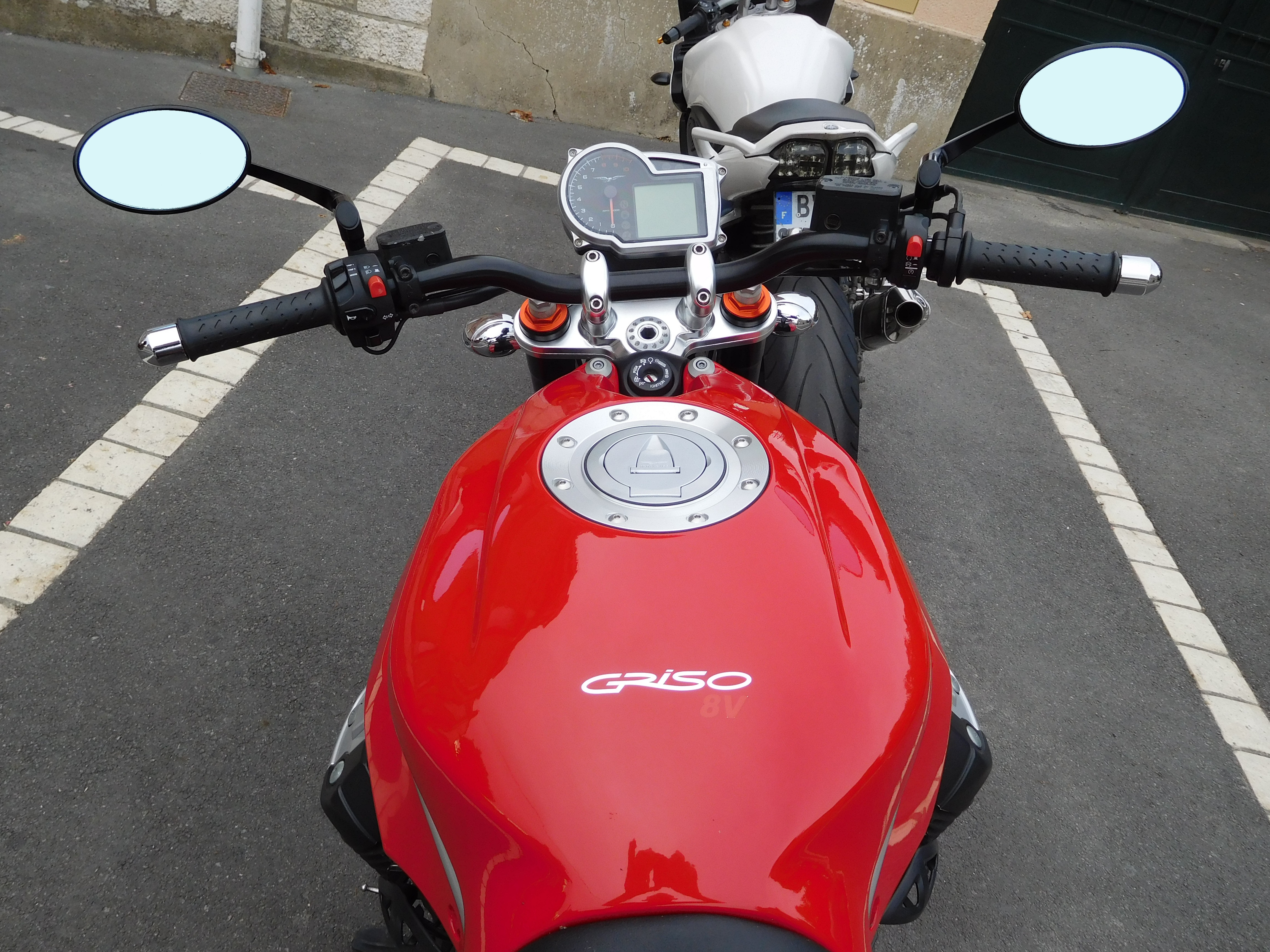
Anders als bei Breva und Norge: Cockpit, Rohrlenker

Das Modell wurde ab 2005 zunächst als Griso 1100 mit 1064 cm³ Hubraum und 2 Ventilen pro Zylinder produziert. 2006 kam die Griso 850 mit 877 cm³ auf den Markt. Beide Hubraumvarianten haben kantige Ventildeckel mit schwarzen Sturzpads.
Im Modelljahr 2007 wurde die Griso 8V eingeführt. Bei ihr war unter anderem der Hubraum durch einen längeren Hub auf 1151 cm³ vergrößert und sie hatte 4 Ventile pro Zylinder. Äußerliches Erkennungsmerkmal dieses Motors sind die Ventildeckel mit vier großen Schraubenköpfen und dem schwarzen hinteren Drittel.
Ende 2007 wurde die Griso 850 nach nur zwei Jahren schon eingestellt. 2008 war das letzte Produktionsjahr der Griso 1100.
Im Modelljahr 2009 gab es eine Special Edition, die sich allerdings nur äußerlich von der Griso 8V unterscheidet und außer einer braunen Sitzbank und Speichenrädern eine mattgrüne Lackierung bietet. Im Modelljahr 2010 kam eine weitere Special Edition mit rotem Mattlack und schwarzer Sitzbank hinzu.

## Technik

### Antrieb
Die Griso wird von einem luft-/ölgekühlten, längs eingebauten Zweizylinder-Viertaktmotor angetrieben. Es ist ein V-Motor einem mit Zylinderwinkel von 90°, wie alle V-Motoren von Moto Guzzi seit 1967. Die Ein- und Auslassventile (jeweils eins pro Zylinderkopf bei den Hubraumvarianten 1100 und 850 bzw. zwei bei der 1200er) werden mit Kipphebeln von einer unten liegenden, kettengetriebenen Nockenwelle über Stoßstangen gesteuert. Das Gemisch bildet eine elektronisch geregelte Saugrohreinspritzung vom Typ IAW von Weber-Marelli (bzw. Magneti Marelli bei der Griso 8V) mit beidseitigen Düsen vom Typ Weber IW031. Die Drosselklappen (eine pro Zylinder) haben je nach Hubraumvariante einen unterschiedlichen Durchmesser (siehe Datentabelle).
Eine hydraulisch betätigte Zweischeiben-Trockenkupplung (bzw. Einscheiben- bei der Griso 8V) trennt den Motor vom 6-Gang-Getriebe.
Mittels Doppelzündung und Drei-Wege-Katalysator mit Lambdasonden unterschreiten die Schadstoffwerte die Grenzwerte der Abgasnorm Euro-3. Die 2-in-1-Auspuffanlage besteht aus Edelstahl.

### Rahmen und Fahrwerk
Die Griso hat einen Brückenrahmen aus Stahlrohr. Die Motor-Getriebe-Einheit ist mittragend.
Das Vorderrad wird von einer hydraulischen, in Federvorspannung sowie Druck- und Zugstufendämpfung voll einstellbaren „Up-Side-Down“-Gabel von Marzocchi (bzw. von Showa bei der Griso 1200 8V) mit 43 mm Standrohrdurchmesser und 120 mm Federweg gelenkt.
Das Hinterrad wird von einer Einarmschwinge mit progressiver Umlenkung geführt, die über ein Zentralfederbein von Sachs-Boge mit einem progressiv wirkenden Hebelsystem und 110 mm Federweg gedämpft wird. Die Kraftübertragung an das Hinterrad erfolgt über eine in die Einarmschwinge integrierte Kardanwelle mit zwei Gelenken und einer Momentabstützung. Diese Konstruktion wird von Moto Guzzi als CARC (italienisch Cardano Reattivo Compatto) bezeichnet und wurde 2005 mit dem Schwestermodell Breva V 1100 eingeführt. Das System ähnelt dem Paralever von BMW.

### Technische Daten
|                             | Griso 1100    | Griso 850     | Griso 1200 8V  |
| Bauzeitraum                 | 2005–2008     | 2006–2007     | 2007–2016      |
| Hubraum                     | 1064 cm³      | 877 cm³       | 1151 cm³       |
| Bohrung × Hub               | 92 × 80 mm    | 92 × 66 mm    | 95 × 81,2 mm   |
| Verdichtung                 | 9,8 : 1       | 9,8 : 1       | 11 : 1         |
| Drosselklappendurchmesser   | Ø 45 mm       | Ø 40 mm       | Ø 50 mm        |
| Nennleistung                | 65 kW (88 PS) | 56 kW (76 PS) | 81 kW (110 PS) |
| – bei Drehzahl              | 7600/min      | 7800/min      | 7500/min       |
| Max. Drehmoment             | 89 Nm         | 70 Nm         | 108 Nm         |
| – bei Drehzahl              | 6400/min      | 7000/min      | 6400/min       |
| Höchstgeschwindigkeit (ca.) | 200 km/h      | 180 km/h      | > 230 km/h     |

Quellen: 